# (18458) César
(18458) César, désignation internationale (18458) Caesar, est un astéroïde de la ceinture principale.

## Description
(18458) César est un astéroïde de la ceinture principale. Il fut découvert par Freimut Börngen le 5 mars 1995 à Tautenburg. Il présente une orbite caractérisée par un demi-grand axe de 2,29 UA, une excentricité de 0,136 et une inclinaison de 5,87° par rapport à l'écliptique.
Il fut nommé en référence au dirigeant romain Jules César (100-44 av. J.-C.) qui, en dépit de ce qu'indique la citation de nommage, n'a jamais été empereur. Il a promulgué le calendrier dit julien en 46 av. J.-C., sur conseil de l'astronome Sosigène d'Alexandrie. En 44 av. J.-C., à la suite de son assassinat par son fils Brutus, le 5e mois de l'année romaine Quintilis fut renommé Julius, qui a donné juillet en français.

## Compléments